# Territorio della capitale Islamabad
Il Territorio della Capitale (Islamabad Capital Territory in inglese), è una delle suddivisioni amministrative del Pakistan.
Copre un'area complessiva di 1.165,5 km² (dei quali ben 906 km² occupati dalla città di Islamabad) ed è circondato dalle province del Punjab a sud e della Frontiera nord-occidentale a nord.